# Dilbert
Dilbert è un personaggio immaginario protagonista di una omonima striscia a fumetti comica giornaliera creata da Scott Adams e ambientata in un ufficio e incentrata sui vari aspetti del lavoro impiegatizio, del quale mette in luce vizi e difetti. Dilbert è stato pubblicato su oltre 1000 testate in tutto il mondo, in 65 nazioni e 19 lingue raggiungendo oltre 150 milioni di potenziali lettori. I volumi che raccolgono selezioni di strisce a fumetti come Pompato dall'uso del mouse (Still Pumped From Using the Mouse), Fugitive From the Cubicle Police o The Dilbert Principle sono dei best seller internazionali da milioni di copie.

## Genesi del personaggio
Il personaggio venne ideato da Adams durante le riunioni alle quali partecipava quando lavorava come ingegnere in una ditta. Dopo esperienze lavorative in vari campi, guardando una trasmissione televisiva dedicata ai fumetti, scrive a Jack Cassady, protagonista della trasmissione, per sapere da dove iniziare, e questi gli risponde dandogli alcuni consigli. L'inizio però fu fallimentare, ed Adams abbandonò l'idea di disegnare. Qualche tempo dopo Cassady scrive di nuovo ad Adams chiedendogli come stia andando il suo lavoro e, grazie a questo interessamento, Adams tornò di nuovo all'opera per completare il personaggio che aveva appena abbozzato anni prima durante le riunioni di lavoro, Dilbert, un impiegato che parla abitualmente col suo cane. Adams sfrutta la lunga esperienza lavorativa presso l'azienda telefonica americana Pacific Bell per raccontare l'ambiente lavorativo paradossale ma realistico in cui il suo personaggio si muove. Dilbert lavora in un cubicolo, una scrivania circondata da quattro pareti ad altezza busto che contraddistingue gli uffici statunitensi, dando al personaggio l'aria di un "prigioniero" del lavoro, piuttosto che di un impiegato.
L'8 giugno 1957 (data in cui nacque l'autore) è la data che Adams considera la "nascita" di Dilbert.

## Storia editoriale
Nel 1988 la United Feature Syndicate (una divisione di United Media) gli propone un contratto e, nel 1989, la striscia esordì sui giornali. Dal 1998 viene pubblicato anche su Internet, in genere il giorno dopo all'edizione cartacea. Il 3 luglio 2010, Unied Media cede i diritti di Dilbert alla Iconix Brand Group. Questi finiscono a partire dal giugno successivo alla Universal Uclick che li deterrà sino al 2023.
Nel settembre 2022, Lee Enterprises sospende la pubblicazione della striscia quindi nel febbraio 2023 centinaia di giornali prenderanno la stessa decisione dopo la pubblicazione da parte dell'autore di un video sul proprio canale YouTube contenuti ritenuti razzisti da parte di tali editori: in particolare, l'autore Scott Adams ha dato attenzione a un sondaggio fatto da Rasmussen Reports che l'autore ha interpretato quale la dimostrazione che le persone afroamericane compongano un gruppo di odio. Il 16 marzo, il fumettista annuncia di continuare le pubblicazioni dando vita a Dilbert Reborn sul sito Locals.

## Personaggi

### Dilbert

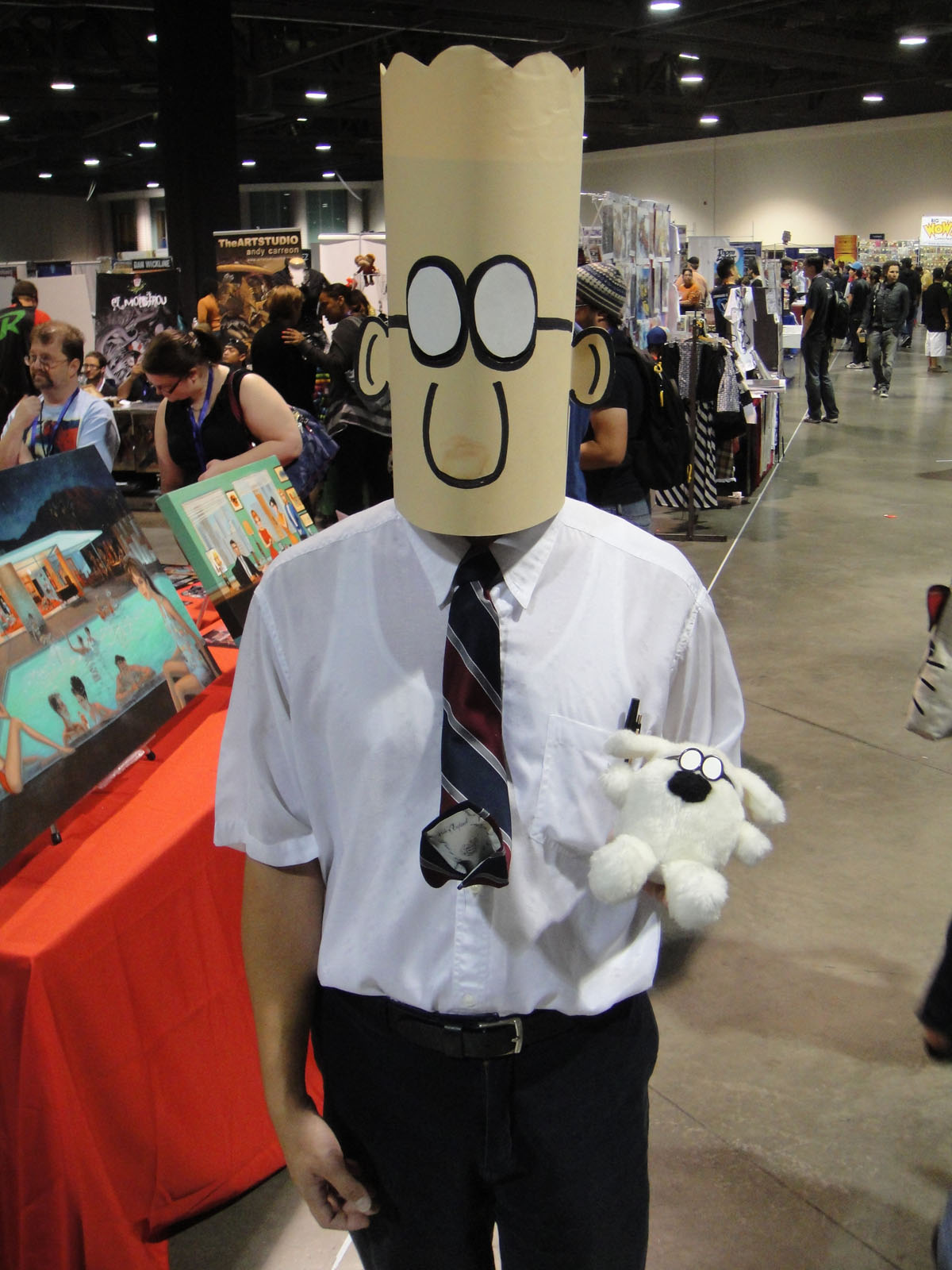
Cosplay di Dilbert durante un comicon statunitense del 2011

È un ingegnere elettronico o informatico frustrato in quanto, sempre puntuale e presente in ufficio e onestamente intenzionato a svolgere al meglio il proprio lavoro, deve scontrarsi contro gli ingranaggi arrugginiti del "marketing" e della "leadership". Ogni buona idea viene soppressa e ogni merito non riconosciuto. Eppure Dilbert è tenace nel proprio lavoro, che nessuno ha mai saputo quale sia (è un ingegnere, e lavora col computer, ma gli indizi terminano qui), e fedele suo malgrado alla propria azienda, che nessuno ha mai saputo cosa produca. Da questo clima di indeterminatezza, di terziario avanzato che sa di Kafka, esce uno dei personaggi più significativi del panorama mondiale.
Dilbert porta sempre pantaloni neri e, fino al 2017 camicia bianca ed una cravatta a righe che non vuole mai stare dritta. Indossa occhiali che nascondono perennemente i suoi occhi, ma che rendono molto più intense le sue espressioni. Nel suo taschino non mancano mai delle penne (per un «backup d'emergenza», a suo dire).
Vive solo in compagnia del suo cane Dogbert, e va a trovare la madre solo quando deve venderle qualcosa o ha bisogno di consigli ovvi o sarcastici. Per un periodo ha anche avuto una fidanzata, ma in generale ha dei grossi problemi nei rapporti sentimentali: è troppo onesto e schietto nell'esprimere i suoi giudizi, e questo lo mette regolarmente nei guai.
La sua carriera lavorativa è perennemente stabile: ha avuto qualche retrocessione ma è riuscito a recuperare, ha avuto qualche promozione ma è riuscito a rovinare tutto. Nessuno sa quale sia precisamente il suo lavoro, e purtroppo a volte non lo sa neanche lui. Si limita a cercare di sopravvivere in un ambiente fatto di cavilli, di "marketing", di "brainstorming" e di generale ottusità.
È un vegetariano e un attivo animalista.

### Dogbert
È il cane di Dilbert, ed il suo unico scopo dichiarato nella vita è quello di dominare il mondo e vedere tutti gli uomini ai propri piedi (una volta c'è riuscito, ma poi la cosa lo ha annoiato e si è ritirato dicendo: «Non mi meritate come capo!»).
Dogbert è uno fra i personaggi più sarcastici, taglienti, spietati e graffianti che esistano. E questo rende perfetto il suo rapporto con Dilbert, moralmente onesto e ingenuo fino all'eccesso. Dogbert non gliene lascia passare una, e trova sempre le parole giuste per smontare ogni iniziativa del padrone o per punzecchiarlo ad ogni suo errore.
Ma non c'è solo Dilbert da deridere: il mondo è pieno di persone ingenue da sfottere, e Dogbert non se ne lascia mai scappare l'occasione.
Il suo punto debole è costituito dai gatti: non li sopporta e non sopporta che Dilbert possa anche solo accarezzarne uno. Una volta che è successo, è stato capace di denunciarlo e quando il suo padrone ha cercato di rimediare, gli ha risposto «ma vatti a leggere Garfield, che ti piace tanto!».
Dogbert sembra essere, fra i personaggi del fumetto, il più cosciente di quello che succede e questo lo rende altezzoso e sprezzante in qualsiasi attività svolga: dall'operatore telefonico al consulente aziendale, dal broker finanziario al mago ("Nostradogbert"!).
Nelle strisce italiane il nome è spesso tradotto in Canbert.

### Ratbert
È un ratto che si aggira per la casa di Dilbert senza essere stato invitato. Malgrado tutti gli dimostrino disprezzo e derisione, lui continua imperterrito nella sua missione: ottenere affetto e sentirsi finalmente inserito in una famiglia.
Personaggio diventato fisso tardi nella serie, Ratbert è il più ingenuo di tutti, e viene spesso usato quando serve una cavia per qualche esperimento sociologico (se non proprio fisico!). La sua voglia di amore lo rende un personaggio "tragico" e "comico" allo stesso tempo, tanto che la sua presenza nelle strip è aumentata esponenzialmente rispetto agli esordi.

### Wally
Impiegato tutt'altro che modello, eterno collega di lavoro di Dilbert, Wally probabilmente non ha mai lavorato in vita sua, e non è un segreto per nessuno. La sua mattinata lavorativa comincia con un lungo caffè, una ciambella ed una visita nei bagni dell'ufficio con tanto di giornale sotto il braccio, ed il resto non conta. La tazzona di caffè è il suo simbolo: la porta sempre con sé, anche alle riunioni con i colleghi.
Wally, nel corso degli anni, è divenuto presenza fissa nelle strip di Dilbert ambientate in ufficio, in quanto è il paradigma del "collega sfaticato", l'"anello debole" della catena aziendale a causa del quale ogni iniziativa o idea si trasforma inevitabilmente in un fiasco.

### Alice
Collega di Dilbert e Wally, è uno dei pochi personaggi femminili del fumetto. È sempre impegnata a lavorare: non si sa quasi nulla della sua vita privata, né se ne abbia una. In una delle prime strisce ha partorito un figlio in ufficio in quanto non le veniva riconosciuta la maternità. Il suo lavoro è tanto alacre quanto inutile: non viene mai avvertita dei cambi di programma o della sospensione di un progetto, e quindi lavora costantemente "a vuoto". Questo la rende più frustrata rispetto a Dilbert.
I suoi colleghi non le sono d'aiuto, in quanto tendono a rincarare la dose con del sarcasmo, al quale Alice risponde con la violenza fisica: il suo pugno della morte è tristemente famoso in ufficio.

### Asok
Eterno "nuovo arrivato" fra i colleghi dell'ufficio, Asok (che in inglese si pronuncia "ah-shook") è un giovane ingegnere indoamericano la cui ingenuità e bontà di cuore è causa di soprusi e vessazioni continue. Ma lui risponde sempre con una invidiabile sopportazione: anche quando un consulente lo insulta chiamandolo «stupido uomo», lui risponde con gioia «ha detto che sono un uomo!».
Non è un impiegato ma solamente uno stagista, malgrado lavori da vari anni per l'azienda, e pertanto non ha i (pochi) diritti che hanno i suoi compagni di lavoro: questo lo rende la vittima predestinata di ogni problema dell'ufficio.

### Il capo
Nessuno lo chiama mai per nome, ed in inglese è semplicemente «Pointy-Haired Boss», il «capo dai capelli a punta» (in realtà le punte dei suoi capelli sono aumentate di dimensione nel corso degli anni, e diventate il simbolo di tutti i manager che capitano nella striscia). È il principale nemico nell'ufficio di Dilbert e colleghi, non perché sia cattivo ma semplicemente per la sua idiozia; quello che più li umilia e li frustra; quello che rende inutile i loro lavori e vani i loro sforzi. E tutto con una naturalezza che disarma.
Il personaggio incarna l'idea di capo di cui tutti hanno paura, più che rispetto, che ha in mano i destini di tante vite senza che per lui questo abbia la minima importanza (una volta una raffica di licenziamenti è stata decisa semplicemente dal lancio di freccette!). La sua completa ignoranza in ambito tecnologico è risaputa, eppure si interessa costantemente di ogni aspetto del lavoro dei suoi subalterni.
Una volta, per snellire il proprio lavoro, ha fatto costruire un robot con le proprie sembianze, col solo compito di annuire con lo sguardo perso nel vuoto: l'idea è riuscita perché nessuno ha notato la differenza fra i due.

### Catbert
Catbert è il "malvagio direttore" delle risorse umane dell'azienda per la quale lavora Dilbert: ogni decisione infima, ogni pugnalata alle spalle degli impiegati nasce dalla sua mente diabolica. Ha l'aspetto di un gatto con gli occhiali, animale scelto in maniera decisamente appropriata data la sua passione di giocare al "gatto col topo" (ma con gli impiegati).
Fu inizialmente introdotto come controparte "malvagia" dell'ingenuo Ratbert in una serie di strisce, per poi essere cacciato di casa da Dogbert dopo avere riavviato il computer di Dilbert. Il personaggio ebbe tanto successo tra i lettori (furono proprio loro a battezzarlo Catbert) da "costringere" Scott Adams a reintrodurlo nella striscia ufficialmente nel 1995.
Il suo unico divertimento sembra essere quello di inventare delle regole sempre più restrittive per rendere la vita lavorativa dei suoi impiegati più insopportabile di quanto già non sia - operazione spesso coadiuvata dal "Capo dai capelli a punta".
Mentre Dogbert sogna il potere, Catbert lo detiene e lo applica nella sua accezione più cattiva e perfida. Ricatta i dipendenti perché gli grattino la pancia e fa le fusa solamente quando ha concepito qualcosa di veramente malvagio.
Nelle strisce italiane il nome è spesso tradotto in Gattbert.

### Bob il dinosauro
È un dinosauro che non si è estinto, bensì nascosto! In quanto ad intelligenza è pari a Ratbert, e subisce continuamente, senza rendersene conto, il sarcasmo di Dogbert. Ha avuto un figlio, il piccolo Rex, che appena nato è già più intelligente di lui.

### Elbonia e gli Elboniani
La repubblica di Elbonia è una nazione fittizia creata da Scott Adams per fornire a Dilbert e agli altri personaggi un campo d'azione in una "terra straniera generica" senza il rischio di offendere qualche paese realmente esistente.
È situata nell'Europa dell'Est, ha recentemente abbandonato il comunismo ed è estremamente arretrata da tutti i punti di vista. La sua economia si basa quasi unicamente sul fango, che copre praticamente il 100% del suo territorio, tanto da essere usato anche per costruire le case.
Culturalmente molto arretrata, ha subito per molti anni una guerra civile tra i mancini e i destrorsi, guerra combattuta però senza alcuno spargimento di sangue poiché nessuno si rese conto che era permesso usare delle armi. Il governo è composto da una giunta militare di destrorsi che continuano la loro discriminazione verso i mancini.
È in continua tensione con il suo paese confinante, Kneebonia, arrivando anche a minacciarne il bombardamento atomico tramite dei missili nucleari (lanciati con una fionda).
Nella striscia vi sono anche dei vaghi riferimenti ad una nazione chiamata Elbonia del Nord - probabilmente ispirata alla Corea del Nord - che è stata però distrutta da un raggio laser prodotto dalla compagnia per la quale lavora Dilbert; il manuale di istruzioni del laser fu manomesso apposta da Tina (la scrittrice di manuali tecnici), in un attacco di rabbia presole una volta venuta a conoscenza dell'atteggiamento estremamente discriminatorio degli Elboniani verso le donne.
In Elbonia è ambientata una striscia spin-off di Dilbert, chiamata Plop: The Hairless Elbonian ("Plop: L'Elboniano Senza Peli"). Le strisce narrano le disavventure di Plop, un ragazzino elboniano totalmente privo di peli e quindi visto come "diverso" in un paese dove tutti gli abitanti hanno folte capigliature e lunghe barbe (donne comprese). Le strisce (28 in tutto) sono considerate un semplice esperimento dell'autore, e non sono state mai pubblicate ufficialmente al di fuori del web.
Gli abitanti di Elbonia sono un popolo tecnologicamente, culturalmente e politicamente arretrato, che ha rapporti regolari con la ditta di Dilbert grazie alla loro manodopera a basso costo. Infatti gli ingegneri elboniani sono straordinariamente economici, vista la loro completa e assoluta incapacità. Più volte Dilbert è stato incaricato di istruirli, ma sempre senza successo.

## Altri media

### Televisione
Nel 1999 venne prodotta la serie animata Dilbert di due stagioni per un totale di 30 episodi da 30 minuti ciascuno.

## Edizioni italiane
- Raccolte di strip
  - Pompato dall'uso del mouse (1996) (ISBN 88-8193-036-6)
  - Rimandare sempre le riunioni con gli idioti perditempo
  - È ovvio che la tua intelligenza non ti garantisce la sopravvivenza (1ª e 2ª parte)
  - Portami la testa di Willy il fattorino! (1999) (ISBN 88-8193-085-4)
  - Non sono anti-business, sono anti-idioti (2001) (ISBN 88-8193-096-X)
  - I classici del fumetto di Repubblica n. 44: Dilbert (2003)
- Libri contenenti anche strip
  - Il principio di Dilbert (1997) (ISBN 88-11-67617-7)
  - Il manuale di management di Dogbert (1998) (ISBN 881173863-6)
  - Il futuro secondo Dilbert (1999) (ISBN 88-11-67618-5)
  - Il piacere del lavoro secondo Dilbert (2000) (ISBN 88-11-73879-2)
  - Dilbert e la strategia del fur(b)etto (2003) (ISBN 88-11-59752-8)

Inoltre alcune strisce di Dilbert sono apparse sulla rivista in piemontese "É", ovviamente tradotte in quella lingua.